# Francisco de Orellana
Francisco de Orellana, född 1511 i Trujillo i Spanien, död i november 1546 vid Amazonfloden, var en spansk conquistador och upptäcktsresande, som brukar kallas för Amazonflodens upptäckare.

## Biografi
Orellana var kusin till Francisco och Gonzalo Pizarro. Han reste till Centralamerika vid 17 års ålder, vilket var under den mest intensiva perioden av den spanska kolonisationen. Francisco de Orellana blev en utmärkt kännare av det amerikanska territoriet och lärde sig tala flera av indianspråken. Vidare byggde han upp Pizarros armé i Peru och tjänstgjorde i flera fälttåg. Under ett av dessa förlorade han ett öga.
År 1538 blev han utsedd till guvernör för Culata-provinsen, där han återuppbyggde och åter befolkade Santiago de Guayaquil, som hade ödelagts av ursprungsbefolkningen. År 1541 fick han höra om expeditionen som hans kusin Gonzalo Pizarro, guvernör i Quito, skulle göra österut i sökandet efter de orientaliska kryddornas sägenomspunna land. De letade i synnerhet efter kanel. Orellana mötte Pizarro i Zumacodalen och anslöt sig till expeditionen.
Expeditionen bestod av 350 spanjorer varav 150 till häst, 4 000 indianer, stora livsmedelsförråd, 1 000 hundar och en enorm svinhjord som eftertrupp. Efter ett år av vandring – över Anderna ner till områden med tropisk hetta och allt sämre framkomlighet – nådde man till sist floden Napo, ett av Amazonflodens stora tillflöden. 

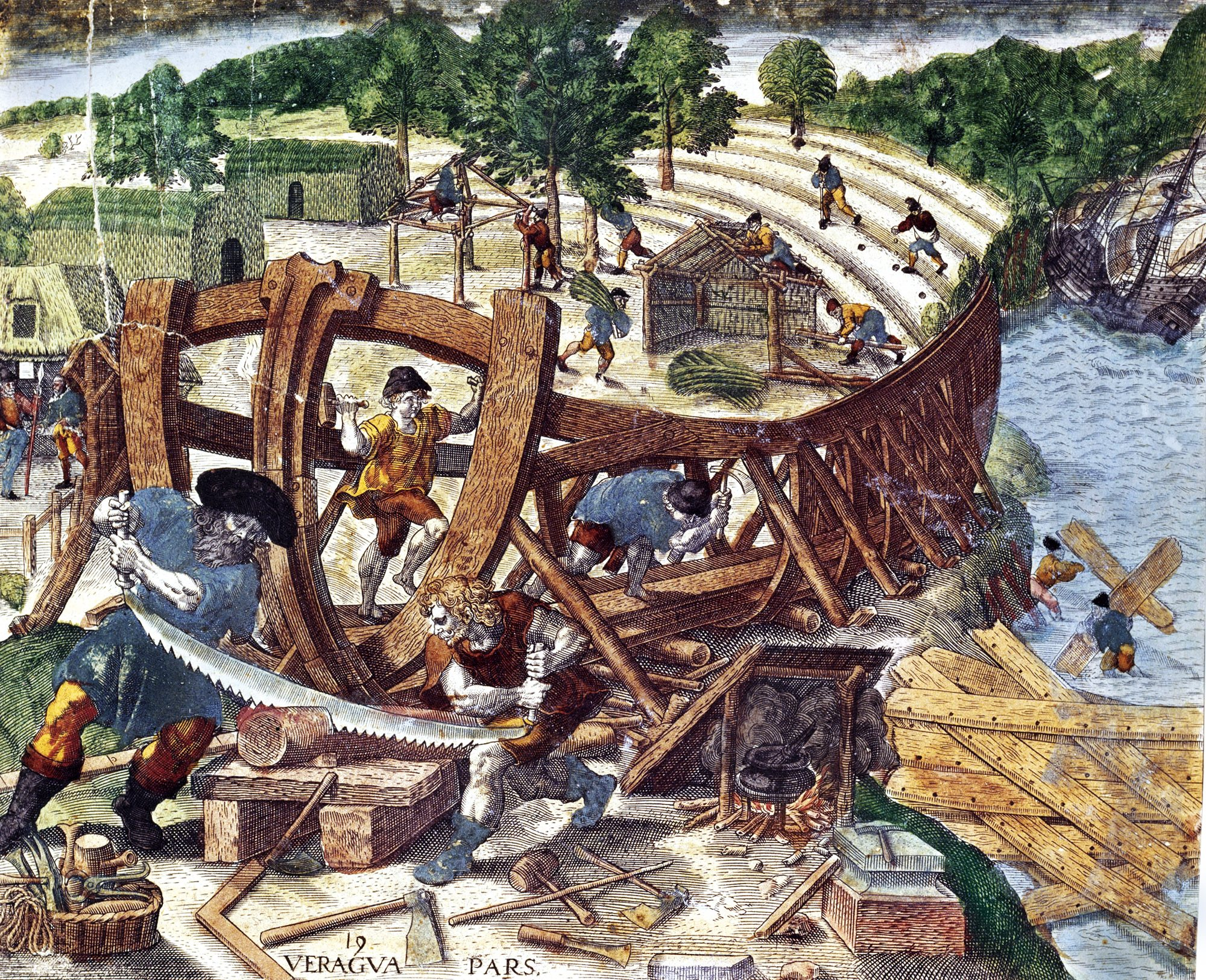
Orellanas män bygger en båt.

Under två månader konstruerade man en båt och fortsatte sedan under flera veckor längs floden, varvid huvuddelen av truppen vandrade fram längs floden och båten följde efter. Men inget resultat nåddes och man stod till sist inför akut brist på livsmedel. Man fick nu höra ett rykte om ett rikt område med mycket folk och Gonzalo Pizarro beslöt att Orellana skulle fortsätta med båten dit för att söka föda.
Orellana åkte tillsammans med 50 äventyrare iväg med båten och nådde efter tre dagar Amazonfloden. Han fann däremot ingen mat åt sina landsmän. Inför tanken på den omöjliga resan tillbaka till huvudexpeditionen antingen genom svårforcerad djungel eller motströms på floden beslöt han att fortsätta med båten längs floden med strömmen. En man, Sanchez de Vargas, protesterade mot Orellanas beslut att fortsätta och därigenom överge expeditionen. Som straff för sin opposition lämnades han kvar ensam i djungeln, men kunde efter stor vedermöda ta sig tillbaka till huvudexpeditionen och berätta vad som hänt.
Efter en sju månaders äventyrsfylld resa med såväl svåra vattenpassager som strider mot indianfolk längs floden nådde Orellana och hans män havet och kunde därefter segla upp till Nya Cadiz, nuvarande Venezuela, och tog sig sedan till Spanien.
Han berättade om strider i amazonernas land och talade också om det El dorado som skulle finnas i närheten. El dorado, den förgyllde, var spanjorernas namn på en sägenomspunnen indianhärskare som var omätligt rik och blev sedan också namnet på ett guld- eller lyckorike.
Orellana blev utnämnd till guvernör för det landområde han hade upptäckt, vilket döptes till Nya Andalusien. År 1545 segladeå han ut från Cadiz och drog återigen ut på erövringståg, denna gång i spetsen för 500 män. Orellana förolyckades dock, och tillsammans med honom gick också större delen av expeditionen förlorad. Landet med Amazonfloden kom sedan att tillhöra Portugal.
Gonzalo Pizarro hade i juni 1542 tillsammans med 80 utmärglade och starkt medtagna spanjorer lyckats återvända till Quito efter två och ett halvt års bortavaro, hälften av de 4 000 indianerna hade omkommit och alla hästar och hundar var uppätna.
Expeditionen till Amazonas saknar motstycke i de amerikanska upptäckternas historia beträffande faror och umbäranden, lång varaktighet och den ståndaktighet som den genomfördes med.